# Уэст-Херон-Лейк (тауншип, Миннесота)
Уэст-Херон-Лейк (англ. West Heron Lake) — тауншип в округе Джексон, Миннесота, США. На 2000 год его население составило 202 человека.

## География
По данным Бюро переписи населения США площадь тауншипа составляет 71,2 км², из которых 70,9 км² занимает суша, а 0,3 км² — вода (0,40 %).

## Демография
По данным переписи населения 2000 года здесь находились 202 человека, 69 домохозяйств и 60 семей.  Плотность населения —  2,8 чел./км².  На территории тауншипа расположено 75 построек со средней плотностью 1,1 построек на один квадратный километр. Расовый состав населения: 98,51 % белых, 1,49 % — других рас США. Испанцы или латиноамериканцы любой расы составляли 1,98 % от популяции тауншипа.
Из 69 домохозяйств в 43,5 % воспитывались дети до 18 лет, в 84,1 % проживали супружеские пары, в 1,4 % проживали незамужние женщины и в 13,0 % домохозяйств проживали несемейные люди. 13,0 % домохозяйств состояли из одного человека, при том 8,7 % из — одиноких пожилых людей старше 65 лет. Средний размер домохозяйства — 2,93, а семьи — 3,20 человека.
30,7 % населения — младше 18 лет, 5,0 % — в возрасте от 18 до 24 лет, 26,7 % — от 25 до 44, 26,2 % — от 45 до 64, и 11,4 % — старше 65 лет. Средний возраст — 37 лет. На каждые 100 женщин приходилось 87,0 мужчин.  На каждые 100 женщин старше 18 приходилось 100,0 мужчин.
Средний годовой доход домохозяйства составлял 41 250 долларов, а средний годовой доход семьи —  49 375 долларов. Средний доход мужчин —  27 250  долларов, в то время как у женщин — 25 208. Доход на душу населения составил 14 897 долларов. За чертой бедности находились _ семей и _ всего населения тауншипа, из которых _ — люди моложе 18 и старше 65 лет.